# Список кавалеров ордена «За заслуги перед Отечеством» за 1996 год

## Кавалеры ордена II степени
1. 7 июня 1996 года, № 840 — Прохоров, Александр Михайлович — академик, директор Института общей физики, город Москва
2. 3 октября 1996 года, № 1415 — Бородин, Павел Павлович — управляющий делами Президента Российской Федерации
3. 28 ноября 1996 года, № 1609 — Лихачёв, Дмитрий Сергеевич — академик, заведующий отделом Института русской литературы (Пушкинский Дом) Российской академии наук, город Санкт-Петербург

## Кавалеры ордена III степени
1. 16 января 1996 года, № 56 — Литвинов, Борис Васильевич — главный конструктор, первый заместитель научного руководителя Российского федерального ядерного центра — Всероссийского научно-исследовательского института технической физики, Челябинская область
2. 17 января 1996 года, № 60 — Коптев, Юрий Николаевич — генеральный директор Российского космического агентства
3. 26 января 1996 года, № 102 — Озеров, Юрий Николаевич — кинорежиссер-постановщик киноконцерна «Мосфильм», город Москва
4. 31 января 1996 года, № 130 — Миронова, Мария Владимировна — артистка Московского театра «Школа современной пьесы»
5. 21 февраля 1996 года, № 246 — Кирсанов, Николай Васильевич — ведущий инженер-конструктор акционерного общества «Авиационный научно-технический комплекс имени А. Н. Туполева», город Москва
6. 18 марта 1996 года, № 393 — Николаев, Михаил Ефимович — Президент Республики Саха (Якутия)
7. 20 марта 1996 года, № 398 — Травкин, Николай Ильич — депутат Государственной думы Федерального собрания Российской Федерации
8. 1 апреля 1996 года, № 445 — Лундстрем, Олег Леонидович — художественный руководитель и главный дирижер Государственного камерного оркестра джазовой музыки под управлением Олега Лундстрема, город Москва
9. 1 апреля 1996 года, № 446 — Авдеев, Сергей Васильевич — космонавт-испытатель Ракетно-космической корпорации «Энергия» имени С. П. Королева
10. 9 апреля 1996 года, № 497 — Неизвестный, Эрнст Иосифович — художник
11. 15 апреля 1996 года, № 556 — Волчек, Галина Борисовна — художественный руководитель Московского театра «Современник»
12. 22 апреля 1996 года, № 590 — Кокин (Анненков), Николай Александрович — артист Государственного академического Малого театра России, профессор Высшего театрального училища имени М. С. Щепкина при Государственном академическом Малом театре России, город Москва
13. 29 апреля 1996 года, № 612 — Церетели, Зураб Константинович — художник, город Москва
14. 2 мая 1996 года, № 618 — Горынин, Игорь Васильевич — директор Государственного научного центра Российской Федерации — Центрального научно-исследовательского института конструкционных материалов «Прометей», город Санкт-Петербург
15. 2 мая 1996 года, № 633 — Строев, Егор Семёнович — Председатель Совета Федерации Федерального собрания Российской Федерации
16. 2 мая 1996 года, № 635 — Левченко, Геннадий Иванович — президент, генеральный директор акционерного общества «Таганрогский котлостроительный завод „Красный котельщик“», Ростовская область
17. 16 мая 1996 года, № 731 — Маресьев, Алексей Петрович, город Москва
18. 23 мая 1996 года, № 767 — Калашников, Анатолий Тимофеевич — генеральный директор акционерного общества «Лебединский горно-обогатительный комбинат», Белгородская область
19. 23 мая 1996 года, № 767 — Клюка, Фёдор Иванович — председатель совета директоров акционерного общества «Стойленский горно-обогатительный комбинат», Белгородская область
20. 7 июня 1996 года, № 835 — Давыдов, Олег Дмитриевич — Заместитель Председателя Правительства Российской Федерации, министр внешних экономических связей Российской Федерации
21. 7 июня 1996 года, № 836 — Горин, Василий Яковлевич — председатель колхоза имени Фрунзе Белгородского района Белгородской области
22. 7 июня 1996 года, № 840 — Осипов, Юрий Сергеевич — академик, президент Российской академии наук
23. 7 июня 1996 года, № 840 — Яншин, Александр Леонидович — академик, советник Российской академии наук
24. 7 июня 1996 года, № 844 — Высоцкая, Ольга Сергеевна — диктор, ветеран радиовещания, город Москва
25. 20 июня 1996 года, № 955 — Рязанов, Эльдар Александрович — кинорежиссер-постановщик киноконцерна «Мосфильм», город Москва
26. 30 июня 1996 года, № 1003 — Маршал Советского Союза Соколов, Сергей Леонидович, город Москва
27. 3 июля 1996 года, № 1014 — Маршал Советского Союза Куликов, Виктор Георгиевич, город Москва
28. 23 июля 1996 года, № 1080 — Лапин, Борис Аркадьевич — директор Научно-исследовательского института медицинской приматологии Российской академии медицинских наук, Краснодарский край
29. 27 июля 1996 года, № 1104 — Туманов, Владимир Александрович — Председатель Конституционного суда Российской Федерации
30. 27 июля 1996 года, № 1106 — Светланов, Евгений Фёдорович — художественный руководитель и главный дирижер Государственного академического симфонического оркестра под управлением Е. Светланова, город Москва
31. 22 августа 1996 года, № 1222 — Балин, Николай Николаевич — заместитель министра природных ресурсов и охраны окружающей среды Республики Коми — директор Департамента охраны окружающей среды и природных ресурсов
32. 23 августа 1996 года, № 1253 — Северин, Гай Ильич — генеральный директор, генеральный конструктор акционерного общества "Научно-производственное предприятие «Звезда», Московская область
33. 26 августа 1996 года, № 1261 — Афанасьев, Сергей Александрович — главный научный консультант при генеральном конструкторе Ракетно-космической корпорации «Энергия» имени С. П. Королева
34. 26 августа 1996 года, № 1262 — Аркаев, Леонид Яковлевич — заслуженный тренер Российской Федерации, главный тренер сборной команды России, президент федерации спортивной гимнастики России, город Москва
35. 26 августа 1996 года, № 1262 — Мастеркова, Светлана Александровна — заслуженный мастер спорта Российской Федерации, город Москва
36. 26 августа 1996 года, № 1262 — Панкратов, Денис Владимирович — заслуженный мастер спорта Российской Федерации, город Волгоград
37. 26 августа 1996 года, № 1262 — Попов Александр Владимирович — заслуженный мастер спорта Российской Федерации, город Волгоград
38. 26 августа 1996 года, № 1262 — Смирнов, Виталий Георгиевич — президент Олимпийского комитета России, член Международного олимпийского комитета, город Москва
39. 3 сентября 1996 года, № 1318 — генерал армии Куликов, Анатолий Сергеевич — министр внутренних дел Российской Федерации
40. 6 сентября 1996 года, № 1330 — Жариков, Вилен Андреевич — академик, директор Института экспериментальной минералогии, город Москва
41. 6 сентября 1996 года, № 1330 — Шейндлин, Александр Ефимович — академик, почетный директор Объединенного института высоких температур, город Москва
42. 12 сентября 1996 года, № 1352 — Дударова, Вероника Борисовна — художественный руководитель и главный дирижер Государственного симфонического оркестра под руководством В. Дударовой, город Москва
43. 12 сентября 1996 года, № 1352 — Лепешинская, Ольга Васильевна — президент Российской хореографической ассоциации, город Москва
44. 12 сентября 1996 года, № 1352 — Сивцев Дмитрий Кононович (Суорун Омоллоон) — писатель, Республика Саха (Якутия).
45. 16 сентября 1996 года, № 1357 — Гердт, Зиновий Ефимович — артист кино, город Москва
46. 3 октября 1996 года, № 1416 — Гинзбург, Виталий Лазаревич — академик, руководитель научной группы Физического института имени П. Н. Лебедева, город Москва
47. 16 октября 1996 года, № 1444 — Усачёв, Юрий Владимирович — космонавт-испытатель Ракетно-космической корпорации «Энергия» имени С. П. Королева
48. 17 октября 1996 года, № 1448 — Ульянов, Михаил Александрович — художественный руководитель Государственного академического театра имени Евг. Вахтангова
49. 17 октября 1996 года, № 1448 — Яковлев, Юрий Васильевич — артист Государственного академического театра имени Евг. Вахтангова
50. 19 октября 1996 года, № 1465 — Рыбкин, Иван Петрович — депутат Государственной думы Федерального собрания Российской Федерации
51. 19 октября 1996 года, № 1468 — Пугин, Николай Андреевич — президент акционерного общества «ГАЗ», Нижегородская область
52. 22 октября 1996 года, № 1486 — Финогенов, Павел Васильевич — ведущий инженер акционерного общества «Специальное машиностроение и металлургия», город Москва
53. 22 октября 1996 года, № 1486 — Чернов, Станислав Павлович — президент акционерного общества «Специальное машиностроение и металлургия», город Москва
54. 25 октября 1996 года, № 1489 — Вишневская, Галина Павловна — певица, художественный руководитель «Школы оперного искусства»
55. 27 октября 1996 года, № 1492 — Игумнов, Геннадий Вячеславович — губернатор Пермской области
56. 14 ноября 1996 года, № 1544 — Позгалёв, Вячеслав Евгеньевич — губернатор Вологодской области
57. 24 ноября 1996 года, № 1591 — Гончар, Андрей Александрович — вице-президент Российской академии наук, город Москва
58. 11 декабря 1996 года, № 1669 — Никулин, Юрий Владимирович — генеральный директор, художественный руководитель товарищества «Московский цирк на Цветном бульваре»
59. 18 декабря 1996 года, № 1705 — Озолин, Николай Георгиевич — профессор-консультант кафедры легкой атлетики Российской государственной академии физической культуры, город Москва
60. 20 декабря 1996 года, № 1741 — Тихонов, Виктор Васильевич — заслуженный тренер, главный тренер команды хоккейного клуба ЦСКА, город Москва
61. 24 декабря 1996 года, № 1760 — Каторгин, Борис Иванович — генеральный директор и генеральный конструктор Научно-производственного объединения энергетического машиностроения имени академика В. П. Глушко, Московская область
62. 24 декабря 1996 года, № 1760 — Киселёв, Анатолий Иванович — генеральный директор Государственного космического научно-производственного центра имени М. В. Хруничева, город Москва
63. 24 декабря 1996 года, № 1760 — Уткин, Владимир Фёдорович — академик Российской академии наук, директор Центрального научно-исследовательского института машиностроения, Московская область
64. 25 декабря 1996 года, № 1766 — Колосов, Сергей Николаевич — кинорежиссер-постановщик ассоциации «Мосфильм», город Москва

## Кавалеры ордена IV степени
1. 6 февраля 1996 года, № 156 — Носков, Анатолий Иванович — ректор Самарской государственной экономической академии
2. 6 февраля 1996 года, № 156 — Скринский, Александр Николаевич — академик-секретарь отделения ядерной физики Российской академии наук, город Москва
3. 12 февраля 1996 года, № 178 — Месяц, Геннадий Андреевич — академик, председатель Уральского отделения, вице-президент Российской академии наук, Свердловская область
4. 21 февраля 1996 года, № 243 — Шумилин, Алексей Александрович — генерал-лейтенант
5. 21 февраля 1996 года, № 245 — Гусев, Фёдор Михайлович — президент акционерного общества «Липецккомплекс»
6. 21 февраля 1996 года, № 246 — Кантор, Давид Исаакович — начальник бригады Жуковской лётно-испытательной и доводочной базы, Московская область
7. 4 марта 1996 года, № 320 — Фомин, Борис Иванович — генеральный директор акционерного общества «Электросила», город Санкт-Петербург
8. 9 марта 1996 года, № 363 — Никитин, Виктор Яковлевич — ректор Ставропольской государственной сельскохозяйственной академии
9. 9 марта 1996 года, № 364 — Балдин, Александр Михайлович — академик Российской академии наук, директор лаборатории Объединённого института ядерных исследований, Московская область
10. 27 марта 1996 года, № 423 — Симонов, Павел Васильевич — академик-секретарь отделения физиологии Российской академии наук, директор Института высшей нервной деятельности и нейрофизиологии, город Москва
11. 27 марта 1996 года, № 423 — Соколовский, Александр Степанович — президент акционерного общества «Зарубежстроймонтаж», город Москва
12. 27 марта 1996 года, № 423 — Фортов, Владимир Евгеньевич — заместитель академика-секретаря отделения физико-технических проблем энергетики Российской академии наук, председатель Российского фонда фундаментальных исследований, город Москва
13. 27 марта 1996 года, № 428 — Носов, Валерий Борисович — генеральный директор акционерного общества «Московский подшипник», город Москва
14. 27 марта 1996 года, № 428 — Веремей, Борис Иванович — лётчик-испытатель акционерного общества «Авиационный научно-технический комплекс имени А. Н. Туполева», город Москва
15. 31 марта 1996 года, № 436 — Почкайлов, Михаил Иванович — первый заместитель председателя правления акционерного общества «Росуралсибстрой», город Москва
16. 31 марта 1996 года, № 436 — Рубан, Николай Иванович — генеральный директор объединения предприятий жилищно-коммунального хозяйства Ставропольского края
17. 9 апреля 1996 года, № 500 — Бабков, Олег Игоревич — заместитель генерального конструктора Ракетно-космической корпорации «Энергия» имени С. П. Королёва, Московская область
18. 9 апреля 1996 года, № 500 — Борисенко, Алексей Андреевич — директор завода экспериментального машиностроения Ракетно-космической корпорации «Энергия» имени С. П. Королёва, Московская область
19. 9 апреля 1996 года, № 500 — Зеленщиков, Николай Иванович — первый вице-президент Ракетно-космической корпорации «Энергия» имени С. П. Королёва, Московская область
20. 9 апреля 1996 года, № 500 — Коротеев, Анатолий Сазонович — академик Российской академии наук, директор Исследовательского центра имени М. В. Келдыша, город Москва
21. 9 апреля 1996 года, № 500 — Остроумов, Борис Дмитриевич — заместитель генерального директора Российского космического агентства, город Москва
22. 9 апреля 1996 года, № 512 — Потапов, Александр Серафимович — главный редактор газеты «Труд», город Москва
23. 9 апреля 1996 года, № 512 — Хуциев, Марлен Мартынович — заведующий кафедрой Всероссийского государственного института кинематографии имени С. А. Герасимова, город Москва
24. 9 апреля 1996 года, № 515 — Рачук, Владимир Сергеевич — генеральный конструктор и начальник Конструкторского бюро химавтоматики, Воронежская область
25. 23 апреля 1996 года, № 600 — Смыслов, Василий Васильевич — член исполкома Российской шахматной федерации, город Москва
26. 2 мая 1996 года, № 617 — Знаменов, Вадим Валентинович — генеральный директор Государственного музея-заповедника «Петергоф», город Санкт-Петербург
27. 2 мая 1996 года, № 617 — Чухрай, Григорий Наумович — кинорежиссёр-постановщик, город Москва
28. 2 мая 1996 года, № 618 — Мартынов, Владимир Иванович — генеральный директор акционерного общества «Косогорский металлургический завод имени Дзержинского», Тульская область
29. 2 мая 1996 года, № 618 — Ткаченко, Анатолий Александрович — генеральный директор акционерного общества «Бакра», город Москва
30. 2 мая 1996 года, № 618 — Шулежко, Алексей Фёдорович — генеральный директор акционерного общества «Таганрогский металлургический завод», Ростовская область
31. 2 мая 1996 года, № 618 — Кошелев, Юрий Анатольевич — генеральный директор акционерного общества «Московский метрострой»
32. 2 мая 1996 года, № 618 — Мороз, Василий Васильевич — генеральный директор акционерного общества «Моспромстрой», город Москва
33. 2 мая 1996 года, № 634 — Чучалин, Иван Петрович — профессор Томского политехнического университета
34. 2 мая 1996 года, № 635 — Антоненко, Леонид Кузьмич — заместитель председателя Комитета Российской Федерации по металлургии
35. 2 мая 1996 года, № 635 — Губернаторов, Георгий Николаевич — генеральный директор акционерного общества «Авторесурс», город Москва
36. 2 мая 1996 года, № 635 — Михайлов, Юрий Александрович — первый заместитель директора Федеральной службы морского флота России Министерства транспорта Российской Федерации
37. 2 мая 1996 года, № 635 — Сергеев, Виктор Иванович — заместитель директора Центрального конструкторского бюро машиностроения, директор научно-технического центра «ЦЕНТРОТЕХ-ЦКБМ», город Санкт-Петербург
38. 2 мая 1996 года, № 635 — Сыропятов, Владимир Устинович — токарь-расточник Российского федерального ядерного центра, Всероссийского научно-исследовательского института технической физики, Челябинская область
39. 2 мая 1996 года, № 635 — Титов, Фёдор Владимирович — водитель автомобиля акционерного общества «Пассажирский автотранспорт», Тюменская область
40. 2 мая 1996 года, № 635 — Гупалов, Виктор Кириллович — генеральный директор Государственного предприятия «Красноярский машиностроительный завод», Красноярский край
41. 2 мая 1996 года, № 635 — Стеблин, Павел Григорьевич — директор судоремонтного завода «Нерпа», Мурманская область
42. 7 июня 1996 года, № 836 — Куницкий, Константин Викторович — генеральный директор агропромышленного комбината «Раменский», Московская область
43. 7 июня 1996 года, № 837 — Альцман, Клавдия Павловна — директор акционерного общества «Улан-Удэнская тонкосуконная мануфактура», Республика Бурятия
44. 7 июня 1996 года, № 837 — Байков, Владимир Алексеевич — директор Государственного предприятия «Научно-исследовательский институт средств вычислительной техники», Кировская область
45. 7 июня 1996 года, № 837 — Лузянин, Владимир Ильич — генеральный директор акционерного общества «Гидромаш», Нижегородская область
46. 7 июня 1996 года, № 837 — Михайлов, Валерий Александрович — начальник Департамента оборонных отраслей промышленности Аппарата Правительства Российской Федерации
47. 7 июня 1996 года, № 837 — Николаев, Алексей Васильевич — генеральный директор акционерного общества «АВТОВАЗ», Самарская область
48. 7 июня 1996 года, № 839 — Кузин, Александр Михайлович — главный научный сотрудник Института биофизики клетки Российской академии наук, Московская область
49. 7 июня 1996 года, № 839 — Ясинский, Геннадий Алексеевич — первый заместитель генерального конструктора и директора Государственного института предприятия «Московский институт теплотехники», город Москва
50. 7 июня 1996 года, № 840 — Бирюков, Александр Андреевич — президент акционерного общества «Рослегпром», город Москва
51. 7 июня 1996 года, № 843 — Корнеев, Владимир Павлович — врач Астраханского областного онкологического диспансера
52. 7 июня 1996 года, № 844 — Жалсараев, Дамба Зодбич — писатель, Республика Бурятия
53. 7 июня 1996 года, № 844 — Ростоцкий, Станислав Иосифович — кинорежиссёр-постановщик, город Москва
54. 7 июня 1996 года, № 844 — Федосеев, Владимир Иванович — художественный руководитель, главный дирижёр Академического Большого симфонического оркестра имени П. И. Чайковского, город Москва
55. 7 июня 1996 года, № 844 — Юсов, Вадим Иванович — кинооператор-постановщик, город Москва
56. 15 июня 1996 года, № 914 — Павлюков, Валентин Григорьевич — генеральный директор акционерного общества «Саратовское электроагрегатное производственное объединение»
57. 21 июня 1996 года, № 971 — Бабкин, Валерий Вениаминович — президент акционерного общества «Аммофос», Вологодская область
58. 21 июня 1996 года, № 971 — Краснянский, Леонид Наумович — первый заместитель руководителя Департамента строительства правительства Москвы
59. 12 июля 1996 года, № 1026 — Вайнштейн, Борис Константинович — директор Института кристаллографии имени А. В. Шубникова Российской академии наук, академик Российской академии наук
60. 12 июля 1996 года, № 1026 — Иванов, Игорь Сергеевич — первый заместитель министра иностранных дел Российской Федерации
61. 12 июля 1996 года, № 1026 — Казимиров, Владимир Николаевич — посол по особым поручениям Министерства иностранных дел Российской Федерации
62. 12 июля 1996 года, № 1026 — Королёв, Лев Николаевич — заведующий кафедрой Московского государственного университета имени М. В. Ломоносова
63. 12 июля 1996 года, № 1026 — Синилкина, Анна Ильинична — управляющий Дворцом спорта акционерного общества «Лужники», город Москва
64. 12 июля 1996 года, № 1026 — Сурков, Виктор Семёнович — директор Сибирского научно-исследовательского института геологии, геофизики и минерального сырья, Новосибирская область
65. 12 июля 1996 года, № 1026 — Юшкин, Николай Павлович — директор Института геологии Коми научного центра Уральского отделения Российской академии наук, Республика Коми
66. 20 июля 1996 года, № 1069 — Савинов, Алексей Ефремович — генеральный директор акционерного общества «Свердловскгражданстрой»
67. 20 июля 1996 года, № 1072 — Шумаков, Юрий Алексеевич — генеральный директор акционерной компании «Чайка», Тульская область
68. 20 июля 1996 года, № 1075 — Данкверт, Алексей Георгиевич — президент акционерного общества по выращиванию и реализации племенного скота, город Москва
69. 20 июля 1996 года, № 1075 — Пудовик, Аркадий Николаевич — советник дирекции Института органической и физической химии имени А. Е. Арбузова Казанского научного центра Российской академии наук
70. 20 июля 1996 года, № 1075 — Россель, Эдуард Эргартович — губернатор Свердловской области
71. 20 июля 1996 года, № 1078 — Агарков, Игорь Иванович — первый заместитель начальника Главного управления казачьих войск при Президенте Российской Федерации
72. 20 июля 1996 года, № 1078 — генерал-майор Золотарёв, Владимир Антонович — доктор исторических наук, профессор, заместитель начальника Главного управления по вопросам помилования и реабилитации Главного управления Президента Российской Федерации по вопросам конституционных гарантий прав граждан
73. 20 июля 1996 года, № 1078 — Радченко, Валерий Анатольевич — генеральный директор акционерного общества «Звезда», город Санкт-Петербург
74. 27 июля 1996 года, № 1106 — Бородин, Павел Дмитриевич — эксперт-консультант Акционерного московского общества «Завод имени И. А. Лихачёва» (АМО ЗИЛ)
75. 27 июля 1996 года, № 1106 — Виноградов, Владимир Алексеевич — директор Института научной информации по общественным наукам, город Москва
76. 27 июля 1996 года, № 1106 — Вьюнов, Евгений Иванович — генеральный директор акционерного общества "Владимирский завод «Автоприбор», Владимирская область
77. 27 июля 1996 года, № 1106 — Долецкий, Виталий Алексеевич — генеральный директор, председатель правления акционерного общества «Автодизель», Ярославская область
78. 27 июля 1996 года, № 1106 — Костин, Юрий Васильевич — слесарь-инструментальщик Акционерного московского общества «Завод имени И. А. Лихачёва» (АМО ЗИЛ)
79. 16 августа 1996 года, № 1193 — Азнаурьян, Мелкон Павлович — генеральный директор акционерного общества «Московский жировой комбинат»
80. 16 августа 1996 года, № 1193 — Вольский, Виктор Вацлавович — член-корреспондент Российской академии наук, город Москва
81. 16 августа 1996 года, № 1193 — Савельев, Виктор Сергеевич — академик Российской академии медицинских наук, заведующий кафедрой Российского государственного медицинского университета, город Москва
82. 22 августа 1996 года, № 1222 — Бибиков, Вячеслав Сергеевич — заместитель Главы Республики Коми, министр архитектуры, строительства, коммунального хозяйства и энергетики
83. 22 августа 1996 года, № 1222 — Окатов, Александр Михайлович — Первый заместитель Главы Республики Коми
84. 22 августа 1996 года, № 1223 — Дамаев, Закир Хусенович — генеральный директор акционерного общества «Московский мельничный комбинат № 4», город Москва
85. 24 августа 1996 года, № 1256 — Петелин, Геннадий Васильевич — руководитель Секретариата Председателя Правительства Российской Федерации
86. 26 августа 1996 года, № 1261 — Черток, Борис Евсеевич — главный научный консультант Ракетно-космической корпорации «Энергия» имени С. П. Королева
87. 26 августа 1996 года, № 1262 — Авдиенко, Виктор Борисович — заслуженный тренер Российской Федерации по плаванию, город Волгоград
88. 29 августа 1996 года, № 1281 — Нечепоренко, Павел Иванович — профессор Российской академии музыки имени Гнесиных, город Москва
89. 6 сентября 1996 года, № 1330 — Воронин, Николай Иванович — председатель комитета по геологии и использованию недр Астраханской области
90. 6 сентября 1996 года, № 1330 — Мигулин, Владимир Васильевич — академик, советник Российской академии наук
91. 6 сентября 1996 года, № 1330 — Чудаков, Александр Евгеньевич — академик, главный научный сотрудник Института ядерных исследований, город Москва
92. 12 сентября 1996 года, № 1352 — Лебешев, Павел Тимофеевич — кинооператор-постановщик ассоциации «Мосфильм»
93. 12 сентября 1996 года, № 1352 — Львов (Львов-Анохин), Борис Александрович — художественный руководитель Московского Нового драматического театра-студии
94. 12 сентября 1996 года, № 1352 — Третьяков, Виктор Викторович — профессор Московской государственной консерватории имени П. И. Чайковского, солист Московской государственной филармонии
95. 18 сентября 1996 года, № 1377 — Маточкин, Юрий Семёнович — глава администрации Калининградской области
96. 4 октября 1996 года, № 1423 — Печенов, Владимир Яковлевич — генеральный директор акционерного общества «Раменский комбинат хлебопродуктов», Московская область
97. 17 октября 1996 года, № 1448 — Максакова, Людмила Васильевна — артистка Государственного академического театра имени Евг. Вахтангова
98. 17 октября 1996 года, № 1448 — Фоменко, Пётр Наумович — режиссёр-постановщик Государственного академического театра имени Евг. Вахтангова
99. 19 октября 1996 года, № 1466 — Величко, Владимир Макарович — председатель концерна тяжелого и энергетического машиностроения «Тяжэнергомаш», город Москва
100. 19 октября 1996 года, № 1466 — Давыденко, Михаил Алексеевич — председатель акционерного общества «Кубаньагростройпромсоюз» корпорации «Росагропромстрой», Краснодарский край
101. 19 октября 1996 года, № 1466 — Дуев, Вениамин Николаевич — генеральный директор акционерного общества «Первоуральский новотрубный завод», Свердловская область
102. 19 октября 1996 года, № 1466 — Ковалёв, Юрий Яковлевич — генеральный директор товарищества "Внешнеэкономическая ассоциация «Томскинтерсервис», Томская область
103. 19 октября 1996 года, № 1466 — Пашкевич, Игорь Александрович — генеральный директор, директор ЦНИИ судового машиностроения акционерного общества «Пролетарский завод», город Санкт-Петербург
104. 19 октября 1996 года, № 1466 — Роменец, Владимир Андреевич — заведующий кафедрой Московского государственного института стали и сплавов
105. 21 октября 1996 года, № 1477 — Губерман, Михаил Семёнович — генеральный директор акционерного общества «Глуховский текстиль», Московская область
106. 22 октября 1996 года, № 1481 — Овчинников, Вячеслав Александрович — композитор, город Москва
107. 22 октября 1996 года, № 1486 — Катык, Сали Александрович — генеральный директор производственного объединения «Завод транспортного машиностроения», Омская область
108. 22 октября 1996 года, № 1486 — Корницкий, Игорь Петрович — президент акционерного общества «Оптико-электронное приборостроение», город Москва
109. 22 октября 1996 года, № 1486 — Моров, Александр Александрович — консультант начальника Конструкторского бюро транспортного машиностроения, Омская область
110. 22 октября 1996 года, № 1486 — Попов, Николай Сергеевич — генеральный директор, генеральный конструктор акционерного общества «Специальное конструкторское бюро транспортного машиностроения», город Санкт-Петербург
111. 22 октября 1996 года, № 1486 — Сажников, Олег Васильевич — заместитель начальника Государственного предприятия «Конструкторское бюро приборостроения», Тульская область
112. 22 октября 1996 года, № 1486 — Шарков, Александр Николаевич — генеральный директор Государственного объединения «Уральский завод транспортного машиностроения», Свердловская область
113. 21 ноября 1996 года, № 1589 — Неговский, Владимир Александрович — академик, советник при дирекции Научно-исследовательского института общей реаниматологии Российской академии медицинских наук, город Москва
114. 14 декабря 1996 года, № 1691 — Першилин, Константин Георгиевич — директор учебно-опытного хозяйства «Тулинское» Новосибирского государственного аграрного университета, Новосибирская область
115. 14 декабря 1996 года, № 1691 — Франтенко, Гавриил Степанович — генеральный директор акционерного сельскохозяйственного общества «Белореченское» Усольского района Иркутской области
116. 18 декабря 1996 года, № 1707 — Акопян, Иосиф Григорьевич — директор Московского научно-исследовательского института «Агат», Московская область
117. 18 декабря 1996 года, № 1707 — Климов, Сергей Александрович — генеральный директор, главный конструктор Государственного научно-производственного объединения «Альтаир», город Москва
118. 24 декабря 1996 года, № 1760 — Антипкин, Виктор Дмитриевич — заместитель директора ракетно-космического завода — филиала Государственного космического научно-производственного центра имени М. В. Хруничева, город Москва
119. 24 декабря 1996 года, № 1760 — Анфимов, Николай Аполлонович — член-корреспондент Российской академии наук, первый заместитель директора Центрального научно-исследовательского института машиностроения, Московская область
120. 24 декабря 1996 года, № 1760 — Городничев, Юрий Петрович — главный инженер, первый заместитель директора ракетно-космического завода — филиала Государственного космического научно-производственного центра имени М. В. Хруничева, город Москва
121. 24 декабря 1996 года, № 1760 — Иванов, Вячеслав Николаевич — первый заместитель генерального конструктора конструкторского бюро «Салют» — филиала Государственного космического научно-производственного центра имени М. В. Хруничева, город Москва
122. 24 декабря 1996 года, № 1760 — Мозжорин, Юрий Александрович — главный научный сотрудник Центрального научно-исследовательского института машиностроения, Московская область
123. 25 декабря 1996 года, № 1769 — Фёдоров, Борис Николаевич — заведующий кафедрой госпитальной хирургии Архангельской государственной медицинской академии